# Nichtepileptischer Krampfanfall
Nichtepileptische Krampfanfälle, auch dissoziative Krampfanfälle bzw. dissoziative Anfälle genannt, werden häufig mit epileptischen Anfällen verwechselt.
Der Begriff steht auf der Liste psychiatrischer Diagnosen der Weltgesundheitsorganisation: Die Krankheit ist im ICD-10 unter der Kategorie dissoziativer Störungen (F44) klassifiziert. Unter dieser Krankheit Leidende können seit noch nicht allzu langer Zeit mit anerkannten Behandlungsverfahren, zum Beispiel mit Psychotraumatologie, behandelt werden.